# Saša Đuričić
Saša Đuričić (ur. 1 sierpnia 1979 w Sarajewie) – chorwacki piłkarz, grający na pozycji obrońcy.

## Biografia
Mieszka i pracuje w Splicie. Aktywnie działa w Splitskim Związku Piłki Nożnej.

## Kariera piłkarska

### Kariera klubowa
Rozpoczął karierę piłkarską w NK Uskok Klis. W 2002 przeniósł się do bośniackiego NK Široki Brijeg. W sierpniu 2005 wyjechał na Ukrainę, gdzie został piłkarzem Worskły Połtawa. W styczniu 2009 przeszedł do Tawrii Symferopol. 31 października 2011 roku kontrakt za obopólną zgodą został anulowany.

## Sukcesy i odznaczenia

### Sukcesy klubowe
- zdobywca Pucharu Ukrainy: 2008/2009, 2009/2010

| Sezon     | Przedstawienia | Bramki |
| --------- | -------------- | ------ |
| 2014/2015 | 21             | 4      |
| 2015/2016 | 13             | 2      |
| 2016/2017 | 20             | 3      |
| 2017/2018 | 24             | 6      |
| 2018/2019 | 26             | 11     |
| 2019/2020 | 24             | 7      |
| 2020/2021 | 1              | 0      |
| 2021/2022 | 15             | 7      |